# Aeroportul Internațional Lankaran
Aeroportul Internațional Lankaran (IATA: LLK, ICAO: UBBL) este un aeroport din Lankaran District⁠(d), Azerbaidjan ce deservește zona Lankaran. Aeroportul a fost tranzitat în 2019 de 18.000 de pasageri. A fost numit după zona deservită.
Situat la o altitudine de 9 m, aeroportul dispune de 1 pistă.

## Infrastructură

### Piste
Aeroportul dispune de o singură pistă. Pista are orientarea 15/33.